# فرنتس نادی
فرنتس نادی (انگلیسی: Ferenc Nagy; ۸ اکتبر ۱۹۰۳ – ۱۲ ژوئن ۱۹۷۹) سیاست‌مدار اهل مجارستان بود.

## زندگی‌نامه
فرنتس نادی در سال ۱۹۰۳ میلادی در خانواده دهقانی پروتستان و کشاورز متولد شد. او کار عمومی خود را به‌عنوان یک سیاست‌مدار کشاورز محلی در استان بارانیا مجارستان آغاز کرد. فرنتس نادی برای ایجاد یک دموکراسی پارلمانی در پادشاهی مجارستان و بهبود شرایط زندگی دهقانان مجار مبارزه کرد. او از سال ۱۹۳۹ تا ۱۹۴۲، در پارلمان خدمت کرد. در سال ۱۹۴۴، نادی توسط گشتاپوی آلمان به زندان افتاد. نادی در انتخابات دموکراتیک با ۵۷ درصد آرا نخست‌وزیر مجارستان شد. فرنتس نادی از سال ۱۹۴۶ تا ۱۹۴۷، نخست‌وزیر مجارستان بود. به عنوان نخست‌وزیر، او در برابر تلاش‌های دولت مقاومت کرد. حزب کمونیست مجارستان برای به‌دست آوردن کنترل کامل بر دولت تلاش می‌کرد. او تلاش‌های کمونیست‌ها برای تبدیل شدن به دولت دست‌نشانده اتحاد جماهیر شوروی و تبدیل دموکراسی مجارستان به یک دولت پلیسی را رد کرد. نادی با ربودن پسر پنج ساله‌اش توسط سرویس‌های اطلاعاتی تحت فشار استعفا داد. او اجازه بازگشت به مجارستان را نداشت، تابعیت مجارستانی از او سلب شد و به ایالات متحده آمریکا پناهنده شد. او بقیه عمرش را در هرندن، ویرجینیا گذراند، فرنتس نادی در ۱۲ ژوئن ۱۹۷۹، در آنجا درگذشت.